# Gustav Adolf Bauer (Künstler)
Gustav Adolf Bauer (* 11. Februar 1924 in Augsburg; † 27. April 2016 ebenda) war ein deutscher Künstler.

## Leben und Wirken
Bauer studierte zunächst an der Augsburger Kunstschule bei Fritz Döllgast und Georg Mayer und an der Akademie der Bildenden Künste München bei Olaf Gulbransson und absolvierte anschließend ein Studium bei Siegfried Mollier (plastische Anatomie) in München (1941–1942). Es folgte in den Jahren 1942–1946 der Kriegsdienst und die Gefangenschaft. Anschließend war er bis 1954 im kaufmännischen Bereich des elterlichen Möbelgeschäfts tätig. Von 1954 bis 1957 setzte er sein Studium fort an der Akademie der Bildenden Künste München bei  Hermann Kaspar (Zeichenschule), Ritter von Lanz (Anatomiestudien) und  Eduard Ege (Grafikstudien).

## Ausstellungen (Auswahl)
- 1949 Schwäbische Kunstausstellung Augsburg
- 1971 „950 Jahre Mering“ Greifhans-Saal Mering
- 1971 „Malerisches Friedberg“ Realschule Friedberg
- 1976 Schutzverband Bildender Künstler München-Ahlen, Thema „Ich“
- 1978 30. Große Schwäbische Kunstausstellung Augsburg, Schwäbischer Kunstpreis
- 1980 Haus der Kunst „Rahmen Europäische Verständigung“
- 1980 „650 Jahre Ettal“ Klosterkirche Ettal
- 1981 „Gustav Adolf Bauer“ Institut Français München
- 1982 Raiffeisenbank München
- 1983 „Zeichnungen und Gemälde“ Wirtschaftsministerium München
- 1988 Ausstellung der Kunstpreisträger von 1977–1987 Rathaus Augsburg
- 1998 „Kunstpreisträger des Bezirks Schwaben“ Große Kunstausstellung im Volkskundemuseum Oberschönenfeld

## Zum Œuvre des Künstlers
Neben Landschaften, figürlichen Darstellungen und Porträts bilden Stadtansichten einen Schwerpunkt im Schaffen von Gustav Bauer. Die frühen Werke zeigen Alltagssituationen und Begegnungen aus dem Nachkriegsdeutschland und dem Paris der vierziger Jahre, wo er in dieser Zeit lebte und wirkte. Einflüsse des deutschen Expressionismus um Max Beckmann und Ludwig Kirchner sind hier unverkennbar. Später folgen Stadtansichten von Paris, London, Venedig und München. Mit seiner stets am Gegenstand orientierten, wenngleich großzügig malerischen Auffassung steht Bauer in der Tradition der sogenannten „Maler der verschollenen Generation“. Seine Malweise im Spannungsfeld zwischen Expressionismus und Impressionismus kann mit dem Begriff „expressiv“ umrissen werden. Besonders bei den Ansichten von Venedig erinnern die schwungvoll gesetzten Pinselstriche, der Tiefenraum und die meist ungewöhnlich gewählten Standpunkte an Werke der Fauvisten Andre Derain und Maurice de Vlaminck.
Die 1976 entstandene Kohlezeichnung mit dem Titel London-eine Ansicht der Themse mit Tower-Bridge wiederum steht unter dem indirekten Einfluss der London-Bridge von Claude Monet, namentlich der Waterloo-Bridge Serie. Die Linien sind hier locker und flüchtig angeordnet, weiche Übergänge verleihen der Zeichnung eine malerische Wirkung. Nach seiner großen Ausstellung im Bayerischen Staatsministerium für Wirtschaft im Jahre 1983 zeigte Gustav Bauer eine Auswahl seiner Werke erstmals seit 25 Jahren und eröffnete damit einen faszinierenden Einblick in die Schaffensperioden eines Künstlerlebens über drei Generationen hinweg sowie – nach maßvollem Rückzug – abseits des etablierten Kunstbetriebs.